# Saut en hauteur aux championnats du monde d'athlétisme
Pour un article plus général, voir Championnats du monde d'athlétisme.
Le saut en hauteur fait partie des épreuves inscrites au programme des premiers championnats du monde d'athlétisme, en 1983, à Helsinki. 
Avec trois médailles d'or remportées, le Qatarien Mutaz Essa Barshim et la Russe Mariya Lasitskene sont les athlètes les plus titrés dans cette épreuve.
Les records des championnats du monde appartiennent, chez les hommes, à l'Ukrainien Bohdan Bondarenko depuis les mondiaux de Moscou en 2013 avec un saut à 2,41 m. Chez les femmes, le record de la compétition est détenue depuis 1987 par Stefka Kostadinova, qui établit aux mondiaux de Rome un nouveau record du monde de la discipline avec 2,09 m.

## Éditions
| Années | 83 | 87 | 91 | 93 | 95 | 97 | 99 | 01 | 03 | 05 | 07 | 09 | 11 | 13 | 15 | 17 | 19 | 22 | 23 | Total |
| ------ | -- | -- | -- | -- | -- | -- | -- | -- | -- | -- | -- | -- | -- | -- | -- | -- | -- | -- | -- | ----- |
| Hommes | X  | X  | X  | X  | X  | X  | X  | X  | X  | X  | X  | X  | X  | X  | X  | X  | X  | X  | X  | 19    |
| Femmes | X  | X  | X  | X  | X  | X  | X  | X  | X  | X  | X  | X  | X  | X  | X  | X  | X  | X  | X  | 19    |

## Hommes

### Historique

#### 1983-1995

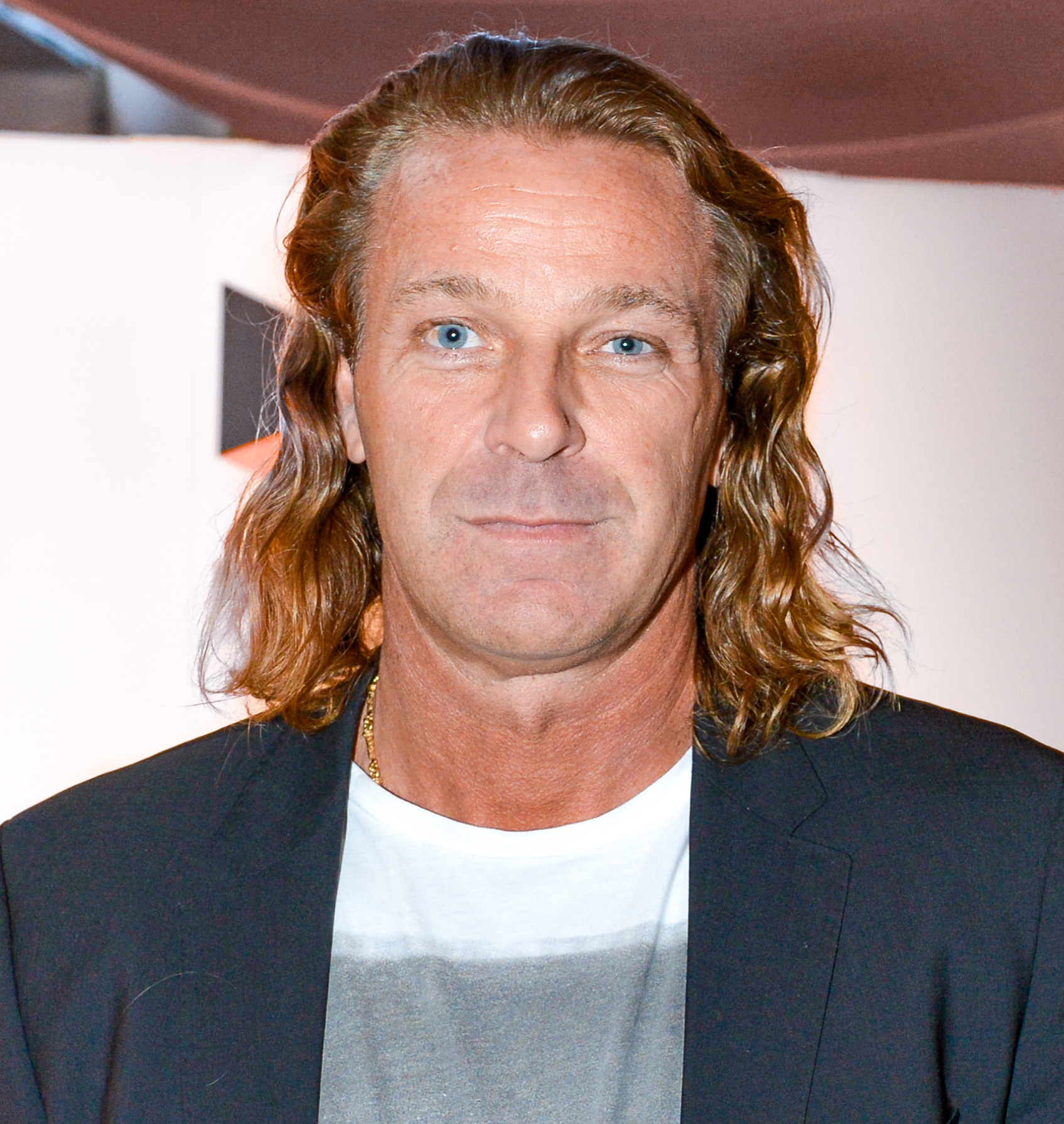
Patrik Sjöberg, champion du monde en 1987.

Le Chinois Zhu Jianhua est le favori du premier concours de saut en hauteur aux championnats du monde, en 1983 à Helsinki, quelques jours après avoir porté le record du monde à 2,37 m à Pékin. Mais, après trois échecs à 2,32 m, il doit se contenter de la médaille de bronze avec 2,29 m et abandonne le titre au Soviétique Hennadiy Avdyeyenko qui franchit 2,32 m à son premier essai et devance l'Américain Tyke Peacock, 2,32 m également mais à sa troisième tentative. Avdyeyenko, quasi-inconnu dans le monde de l'athlétisme, possédait un record personnel à la fin de la saison 1982 à 2,25 m. L'Ouest-allemand Dietmar Mögenburg, champion d'Europe en 1982, termine au pied du podium avec 2,29 m, à égalité avec le Soviétique Igor Paklin..
En 1987 à Rome, Le Suédois Patrik Sjöberg s'adjuge la médaille d'or dans un des concours les plus relevés de l'histoire. Détenteur du record du monde avec 2,42 m, performance établie quelques semaines avant le début des championnats du monde, Sjöberg franchit toutes ses barres à son premier essai (2,25 m, 2,32 m et 2,35 m) avant d'effacer 2,38 m, également à sa première tentative. Igor Paklin et Hennadiy Avdyeyenko, qui franchissent tous deux 2,38 m mais à leur troisième essai terminent ex æquo et remportent la médaille d'argent. Dietmar Mögenburg, champion olympique en 1984 à Los Angeles, termine une nouvelle fois au pied du podium.
Quatre ans plus tard, lors des championnats du monde 1991 à Tokyo, le Cubain Javier Sotomayor, détenteur du record du monde depuis 1989 (2,44 m), est diminué par une blessure à la cheville et doit se contenter de la médaille d'argent en franchissant 2,36 m mais en abandonnant le concours après son premier échec à 2,40 m. Sur la plus haute marche du podium, l'Américain Charles Austin s'impose avec une barre à 2,38 m qu'il efface à son deuxième essai, égalant le record des championnats. L'autre américain Hollis Conway, vice-champion olympique en 1988 à Séoul, s'adjuge la médaille de bronze avec 2,36 m alors que le tenant du titre Patrik Sjöberg se classe septième de la finale avec 2,31 m.
Javier Sotomayor est le grand favori des championnats du monde 1993, après avoir notamment remporté le titre olympique l'année précédente à Barcelone, et après avoir porté son propre record du monde à 2,45 m quelques semaines avant le début des compétitions. À Stuttgart, le Cubain remporte aisément le concours en étant le seul à franchir 2,40 m (nouveau record des championnats du monde), et ce à son deuxième essai. Le Polonais Artur Partyka sécurise la médaille d'argent avec un saut à 2,37 m et devance le Britannique Steve Smith, 2,37 m également mais qui connait plusieurs échecs à 2,31 m et 2,34 m.
En 1995, aux mondiaux de Göteborg, le Bahaméen Troy Kemp remporte son premier titre de champion du monde en effaçant une barre à 2,37 m à son deuxième essai. Il devance Javier Sotomayor, une nouvelle fois diminué par une blessure à la cheville, qui passe également 2,37 m mais à son troisième et dernier essai. Artur Partyka complète le podium avec 2,35 m passé à son premier essai, contrairement à Steve Smith et au Norvégien Steinar Hoen qui la franchissent à leur troisième tentative.

#### 1997-2005

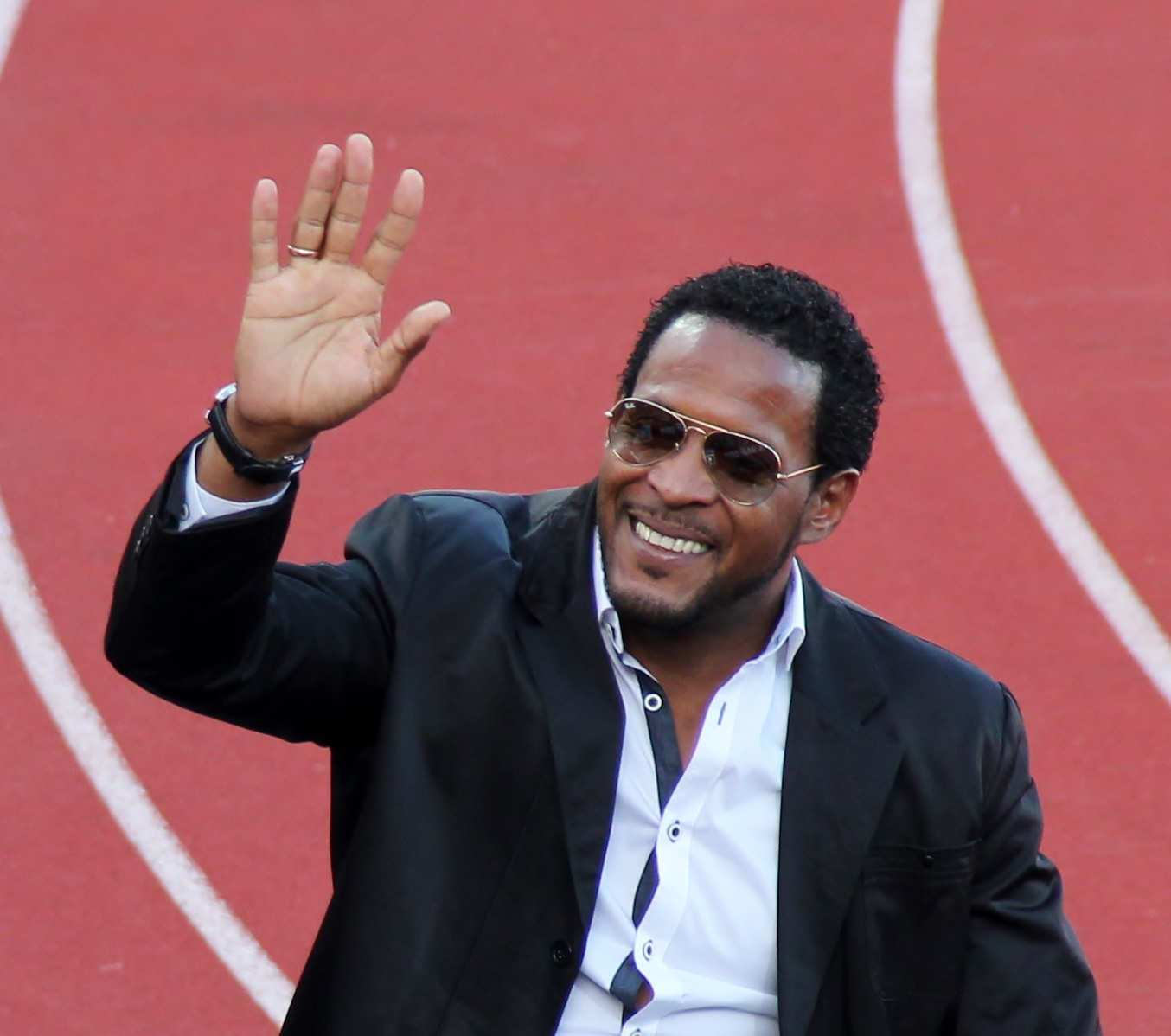
Javier Sotomayor, champion du monde en 1993 et 1997 et médaillé d'argent en 1991 et 1995.

Javier Sotomayor devient le premier athlète à remporter deux titres mondiaux au saut en hauteur à l'occasion des championnats du monde de 1997, à Athènes. Après avoir franchi 2,25 m, 2,32 m et 2,35 m, il efface une barre à 2,37 m à son deuxième essai et devance Artur Partyka, deuxième avec 2,35 m et l'Australien Tim Forsyth, troisième avec 2,35 m également mais qui a connu un échec à 2,25 m, contrairement au Polonais. Charles Austin, champion olympique en 1996 à Atlanta, est éliminé lors des qualifications.
En 1999 à Séville, le Russe Vyacheslav Voronin établit la meilleure performance mondiale de l'année pour s'imposer avec la marque de 2,37 m, barre qu'il franchit à son premier essai comme toutes les précédentes. Le Canadien Mark Boswell remporte la médaille d'argent en réalisant un nouveau record national avec 2,35 m, l'Allemand Martin Buß s'adjugeant la médaille de bronze avec un saut à 2,32 m. Tim Forsyth est éliminé dès les qualifications alors que Steve Smith s'incline  dès son entrée dans le concours avec une première barre à 2,35 m.
Deux ans plus tard, aux championnats du monde 2001 à Edmonton, Martin Buß est sacré champion du monde en parvenant à franchir la hauteur de 2,36 m, et ce à sa deuxième tentative, établissant à cette occasion la meilleure performance mondiale de l'année. Il précède deux athlètes russes : Vyacheslav Voronin et Yaroslav Rybakov qui se partagent la médaille d'argent avec 2,33 m, Rybakov améliorant son record personnel. Pour sa dernière compétition internationale, Javier Sotomayor se classe quatrième de la finale avec 2,33 m mais contrôlé positif à la nandrolone en 2001, l'athlète cubain sera suspendu à vie de toute compétition et ses résultats seront annulés. En conséquence, le Russe Sergey Klyugin, champion olympique en 2000 à Sydney est reclassé à la quatrième place avec 2,30 m.
Le Sud-africain Jacques Freitag s'impose lors des championnats du monde 2003 en étant le seul à franchir une barre à 2,35 m, à sa deuxième tentative. Il devance le Suédois Stefan Holm, médaillé d'argent avec 2,32 m (franchi au deuxième essai) et Mark Boswell, médaillé de bronze avec 2,32 m (franchi au troisième essai). Yaroslav Rybakov, champion d'Europe l'année précédente, ne termine que neuvième de la finale avec 2,25 m.
La finale des championnats du monde 2005 à Helsinki est remporté par l'Ukrainien Yuriy Krimarenko qui est le seul athlète à franchir 2,32 m, performance réalisée à son troisième et dernier essai. Yaroslav Rybakov et le Cubain Víctor Moya, qui font  partie des sept autres athlètes à avoir franchi la hauteur précédente de 2,29 m, se partagent la médaille d'argent après avoir franchi toutes leur barres à leur premier essai. Mark Boswell termine au pied du podium après avoir connu un échec à 2,25 m. Stefan Holm, champion olympique l'année précédente à Athènes se classe à la septième place.

#### 2007-2015

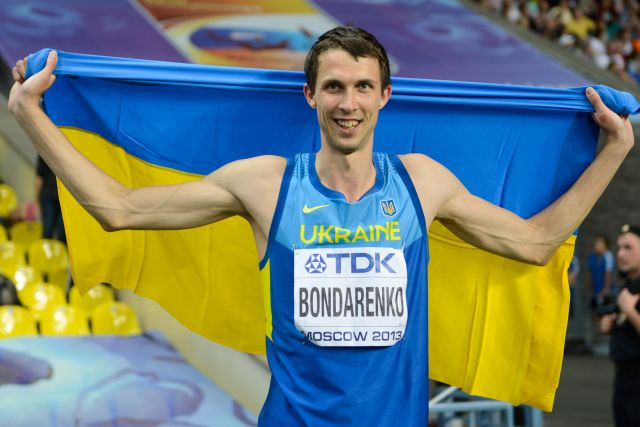
Bohdan Bondarenko, champion du monde en 2013 et actuel détenteur du record des championnats du monde avec 2.41 m.

En finale des championnats du monde 2007 à Osaka, trois athlètes égalent la meilleure performance mondiale de l'année de 2,35 m : le Bahaméen Donald Thomas qui franchit cette hauteur à son premier essai, son record personnel, Yaroslav Rybakov, qui la franchit à son deuxième essai (record personnel), et le Chypriote Kyriákos Ioánnou à son deuxième essai également (record national). Donald Thomas est sacré champion olympique, Rybakov obtenant la médaille d'argent au bénéfice d'une barre à 2,33 m passée à son premier essai contrairement à Ioánnou qui s'y est pris à deux fois.
Médaillé d'argent en 2001, 2005 et 2007, Yaroslav Rybakov obtient la consécration mondiale à l'occasion des championnats du monde 2009 à Berlin. Il s'impose grâce à un saut à 2,32 m qu'il passe à son premier essai tout comme Kyriákos Ioánnou, mais le Russe est désigné vainqueur au bénéfice essais réussis à 2,28 m. Le Polonais Sylwester Bednarek et l'Allemand Raúl Spank, qui battent leur record personnel en franchissant 2,32 m à leurs deuxièmes essais, terminent ex æquo à la troisième place. Le Russe Andrey Silnov, champion olympique en 2008 à Pékin, ne participe pas à cette épreuve en raison d'une blessure au talon.
En 2011 à Daegu, Jesse Williams devient la deuxième américain titré au saut en hauteur, vingt après son compatriote Charles Austin. Jesse Williams efface toutes ses barres à son premier essai : 2,20 m, 2,25 m, 2,29 m, 2,32 m et enfin 2,35 m. Le Russe Aleksey Dmitrik, qui connait un échec à 2,35 m est médaillé d'argent alors que le Bahaméen Trevor Barry occupe la troisième place avec 2,32 m (record personnel). Le Russe Aleksandr Shustov, champion d'Europe en 2010, se classe 8e de la finale.
Lors des championnats du monde de Moscou, en 2013, l'Ukrainien Bohdan Bondarenko égale son record personnel en finale en effaçant une barre à 2,41 m qu'il franchit à sa deuxième tentative. Grâce à ce saut, il remporte son premier titre mondial et améliore d'un centimètre le record de la compétition détenu depuis 1993 par Javier Sotomayor, signant un nouveau record personnel ainsi que la meilleure performance mondiale de l'année. Le Qatari Mutaz Essa Barshim, qui franchit 2,38 m à son premier essai, est médaillé d'argent, devant le Canadien Derek Drouin, troisième du concours avec 2,38 m (nouveau record national) mais effacé à sa seconde tentative. Bondarenko connait ensuite trois échecs à sa tentative de record du monde à 2,46 m. Initialement 4e du concours, le Russe Ivan Ukhov sera suspendu pour dopage en 2019.
Deux ans plus tard, aux mondiaux 2015 à Pékin, quatre athlètes franchissent la hauteur de 2,33 m : Derek Drouin, Bohdan Bondarenko, Mutaz Essa Barshim et le Chinois Zhang Guowei mais aucun d'entre eux ne parvient à passer la hauteur suivante de 2,36 m. Les trois athlètes à égalité Drouin, Bondarenko et Guowei, qui n'ont connu aucun échec avant cette barre disputent par conséquent un barrage sur un seul essai afin de déterminer le podium. Aucun athlète ne parvenant à franchir cette nouvelle barre de 2,36 m, le barrage se poursuit à 2,34 m, barre que seul Derek Drouin parvient à effacer. Il devient champion olympique alors que Zhang Guowei et Bohdan Bondarenko se partagent la médaille d'argent.

#### Depuis 2017

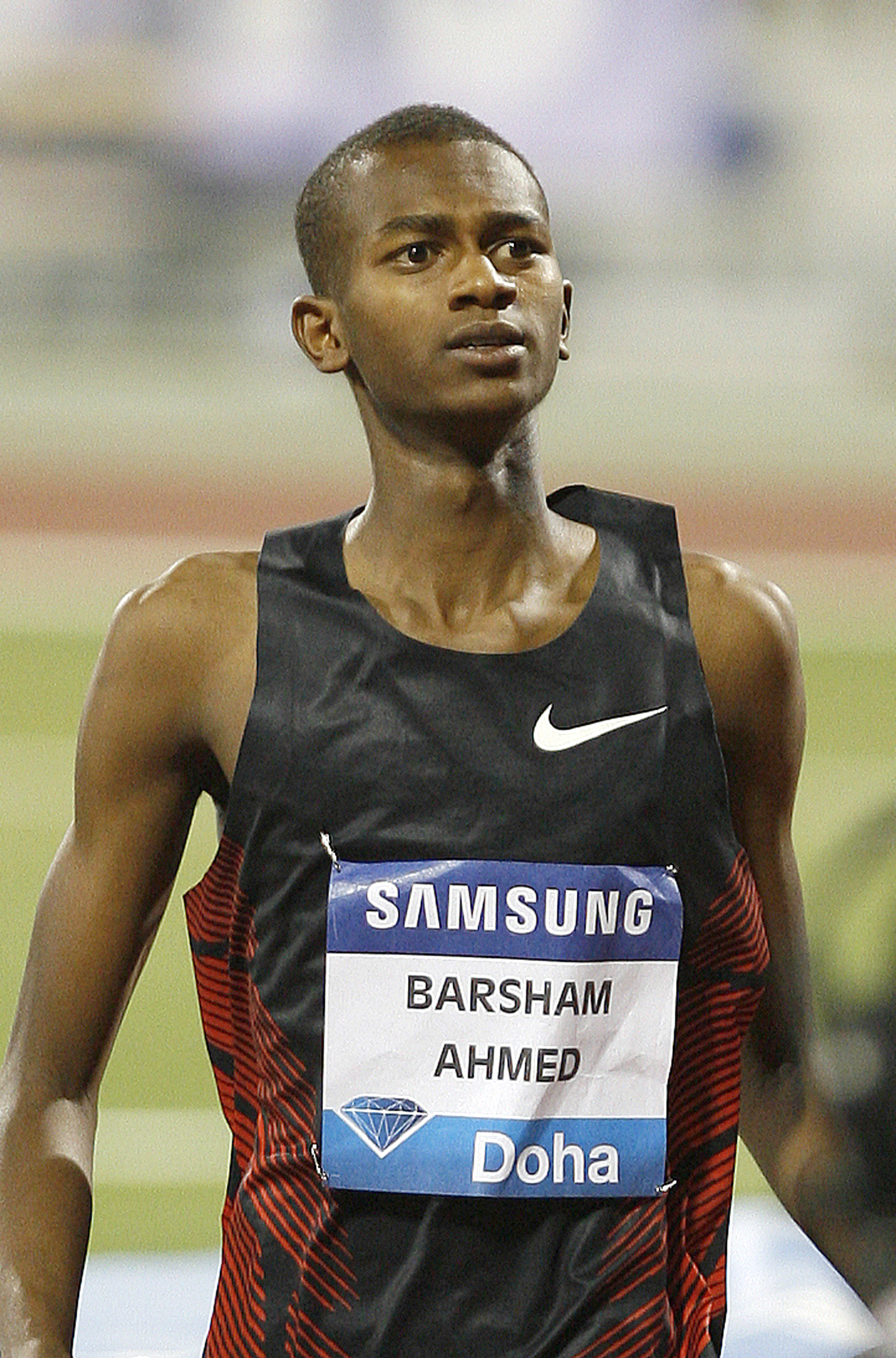
Mutaz Essa Barshim, champion du monde en 2017, 2019 et 2022.

Mutaz Essa Barshim fait figure de favori au titre pour les championnats du monde 2017 en étant invaincu lors de cette saison et après avoir réalisé la meilleure performance mondiale de l'année avec 2,37 m. À Londres, le Qatarien franchit toutes ses barres au premier essai, et s'impose avec la marque de 2,35 m. Le Russe Danil Lysenko, qui participe à ces championnats en tant qu'Athlète neutre autorisé, remporte la médaille d'argent avec 2,32 m, franchi à son premier essai, le Syrien Majd Eddine Ghazal s'emparant de la médaille de bronze avec un saut à 2,29 m. Bohdan Bondarenko termine seulement 9e de la finale avec 2,25 m alors que Derek Drouin, tenant du titre et champion olympique l'année passée à Rio déclare forfait à cause d'une blessure au tendon d'Achille. Mutaz Essa Barshim sera élu athlète de l'année 2017.
Aux championnats du monde 2019, qui se déroulent dans sa ville natale de Doha, Mutaz Essa Barshim arrive avec la moins bonne performance des engagés. En qualifications, il passe toutes les barres au premier essai, y compris 2,29 m, sa meilleure performance de la saison, et se qualifie pour la finale. Trois jours plus tard, dans un stade au public complet pour la première fois depuis le début des Mondiaux, Barshim parvient au terme d'un concours à suspens à conserver son titre mondial. En franchissant 2,33 m à sa troisième tentative, il se retrouve alors à la troisième place provisoire, mais efface ensuite 2,35 m pour repasser deuxième, puis 2,37 m dès sa première tentative, barre que ses deux derniers rivaux, les Russes sous bannière neutre Mikhail Akimenko (2,35 m, argent) et Ilya Ivanyuk (2,35 m, bronze), ne réussiront pas. Barshim devient le premier sauteur en hauteur à conserver son titre mondial, le deuxième a décrocher un second titre de champion du monde après Javier Sotomayor, titré en 1993 et 1997.
Lors des championnats du monde 2022 à Eugene, Mutaz Essa Barshim devient l'athlète le plus titré en championnat du monde en réalisant le meilleure performance mondiale de l'année avec 2,37 m, à son premier essai, après avoir également franchi les cinq premières barres sans aucun échec. Le Coréen Woo Sang-hyeok, champion du monde en salle début 2022, monte sur la deuxième marche du podium avec 2,35 m, égalant le record national de Corée du Sud, la médaille de bronze revenant à l'Ukrainien Andriy Protsenko qui après avoir fuit son pays après l'Invasion par la Russie, établit la meilleure performance de sa saison avec 2,33 m. Gianmarco Tamberi, co-champion olympique en titre avec Barshim, échoue au pied du podium avec 2,33 m.
L'Italien Gianmarco Tamberi remporte la médaille d'or des championnats du monde 2023 à Budapest. Après un premier échec à son entrée de concours à 2,25 m, il franchit ensuite les trois hauteurs suivantes (2,29 m, 2,33 m et 2,36 m) à son premier essai, et devance JuVaughn Harrison, qui franchit également 2,36 m, mais à sa deuxième tentative, et le triple champion du monde en titre Mutaz Essa Barshim, troisième avec 2,33 m. Tamberi s'adjuge son premier titre de champion du monde, le seul titre majeur manquant à son palmarès.

### Palmarès
| Édition | Or                         | Argent                                       | Bronze                    |
| ------- | -------------------------- | -------------------------------------------- | ------------------------- |
| 1983    | Hennadiy Avdyeyenko 2,32 m | Tyke Peacock 2,32 m                          | Zhu Jianhua 2,29 m        |
| 1987    | Patrik Sjöberg 2,38 m      | Igor Paklin 2,38 m                           | –                         |
| 1987    | Patrik Sjöberg 2,38 m      | Hennadiy Avdyeyenko 2,38 m                   | –                         |
| 1991    | Charles Austin 2,38 m      | Javier Sotomayor 2,36 m                      | Hollis Conway 2,36 m      |
| 1993    | Javier Sotomayor 2,40 m    | Artur Partyka 2,37 m                         | Steve Smith 2,37 m        |
| 1995    | Troy Kemp 2,37 m           | Javier Sotomayor 2,37 m                      | Artur Partyka 2,35 m      |
| 1997    | Javier Sotomayor 2,37 m    | Artur Partyka 2,35 m                         | Tim Forsyth 2,35 m        |
| 1999    | Vyacheslav Voronin 2,37 m  | Mark Boswell 2,35 m                          | Martin Buß 2,32 m         |
| 2001    | Martin Buß 2,36 m          | Vyacheslav Voronin 2,33 m                    | –                         |
| 2001    | Martin Buß 2,36 m          | Yaroslav Rybakov 2,33 m                      | –                         |
| 2003    | Jacques Freitag 2,35 m     | Stefan Holm 2,32 m                           | Mark Boswell 2,32 m       |
| 2005    | Yuriy Krymarenko 2,32 m    | Víctor Moya 2,29 m                           | –                         |
| 2005    | Yuriy Krymarenko 2,32 m    | Yaroslav Rybakov 2,29 m                      | –                         |
| 2007    | Donald Thomas 2,35 m       | Yaroslav Rybakov 2,35 m                      | Kyriákos Ioánnou 2,35 m   |
| 2009    | Yaroslav Rybakov 2,32 m    | Kyriákos Ioánnou 2,32 m                      | Sylwester Bednarek 2,32 m |
| 2009    | Yaroslav Rybakov 2,32 m    | Kyriákos Ioánnou 2,32 m                      | Raúl Spank 2,32 m         |
| 2011    | Jesse Williams 2,35 m      | Aleksey Dmitrik 2,35 m                       | Trevor Barry 2,32 m       |
| 2013    | Bohdan Bondarenko 2,41 m   | Mutaz Essa Barshim 2,38 m                    | Derek Drouin 2,38 m       |
| 2015    | Derek Drouin 2,34 m        | Zhang Guowei 2,33 m Bohdan Bondarenko 2,33 m | –                         |
| 2017    | Mutaz Essa Barshim 2,35 m  | Danil Lysenko 2,32 m                         | Majd Eddine Ghazal 2,29 m |
| 2019    | Mutaz Essa Barshim 2,37 m  | Mikhail Akimenko 2,35 m                      | Ilya Ivanyuk 2,35 m       |
| 2022    | Mutaz Essa Barshim 2,37 m  | Woo Sang-hyeok 2,35 m                        | Andriy Protsenko 2,33 m   |
| 2023    | Gianmarco Tamberi 2,36 m   | JuVaughn Harrison 2,36 m                     | Mutaz Essa Barshim 2,33 m |

### Multiples médaillés
| Rang | Athlète             | Pays             | Période   | Or | Argent | Bronze | Total |
| ---- | ------------------- | ---------------- | --------- | -- | ------ | ------ | ----- |
| 1    | Mutaz Essa Barshim  | Qatar            | 2013-2023 | 3  | 1      | 1      | 4     |
| 2    | Javier Sotomayor    | Cuba             | 1991–1997 | 2  | 2      | 0      | 4     |
| 3    | Yaroslav Rybakov    | Russie           | 2001–2009 | 1  | 3      | 0      | 4     |
| 4    | Hennadiy Avdyeyenko | Union soviétique | 1983–1987 | 1  | 1      | 0      | 2     |
| 4=   | Vyacheslav Voronin  | Russie           | 1999–2001 | 1  | 1      | 0      | 2     |
| 4=   | Bohdan Bondarenko   | Ukraine          | 2013–2015 | 1  | 1      | 0      | 2     |
| 7    | Derek Drouin        | Canada           | 2013–2015 | 1  | 0      | 1      | 2     |
| 8    | Artur Partyka       | Pologne          | 1993–1997 | 0  | 2      | 1      | 3     |
| 9=   | Mark Boswell        | Canada           | 1999–2003 | 0  | 1      | 1      | 2     |
| 9=   | Kyriakos Ioannou    | Chypre           | 2007–2009 | 0  | 1      | 1      | 2     |

### Records des championnats
| Hauteur | Athlète            | Lieu      | Date               | Record |
| ------- | ------------------ | --------- | ------------------ | ------ |
| 2,26 m  | Carlo Thränhardt   | Helsinki  | 13 août 1983       |        |
| 2,26 m  | Valeriy Sereda     | Helsinki  | 13 août 1983       |        |
| 2,26 m  | Zhu Jianhua        | Helsinki  | 13 août 1983       |        |
| 2,26 m  | Gennadiy Avdeyenko | Helsinki  | 13 août 1983       |        |
| 2,26 m  | Dwight Stones      | Helsinki  | 13 août 1983       |        |
| 2,26 m  | Tyke Peacock       | Helsinki  | 13 août 1983       |        |
| 2,26 m  | Milton Ottey       | Helsinki  | 13 août 1983       |        |
| 2,26 m  | Igor Paklin        | Helsinki  | 13 août 1983       |        |
| 2,26 m  | Luca Toso          | Helsinki  | 13 août 1983       |        |
| 2,29 m  | Dietmar Mögenburg  | Helsinki  | 13 août 1983       |        |
| 2,29 m  | Zhu Jianhua        | Helsinki  | 13 août 1983       |        |
| 2,29 m  | Igor Paklin        | Helsinki  | 13 août 1983       |        |
| 2,29 m  | Tyke Peacock       | Helsinki  | 13 août 1983       |        |
| 2,29 m  | Gennadiy Avdeyenko | Helsinki  | 13 août 1983       |        |
| 2,29 m  | Dwight Stones      | Helsinki  | 13 août 1983       |        |
| 2,32 m  | Gennadiy Avdeyenko | Helsinki  | 13 août 1983       |        |
| 2,32 m  | Tyke Peacock       | Helsinki  | 13 août 1983       |        |
| 2,32 m  | Igor Paklin        | Rome      | 6 septembre 1987   |        |
| 2,32 m  | Sorin Matei        | Rome      | 6 septembre 1987   |        |
| 2,32 m  | Patrik Sjöberg     | Rome      | 6 septembre 1987   |        |
| 2,32 m  | Clarence Saunders  | Rome      | 6 septembre 1987   |        |
| 2,32 m  | Gennadiy Avdeyenko | Rome      | 6 septembre 1987   |        |
| 2,35 m  | Patrik Sjöberg     | Rome      | 6 septembre 1987   |        |
| 2,35 m  | Dietmar Mögenburg  | Rome      | 6 septembre 1987   |        |
| 2,35 m  | Igor Paklin        | Rome      | 6 septembre 1987   |        |
| 2,35 m  | Gennadiy Avdeyenko | Rome      | 6 septembre 1987   |        |
| 2,38 m  | Patrik Sjöberg     | Rome      | 6 septembre 1987   |        |
| 2,38 m  | Igor Paklin        | Rome      | 6 septembre 1987   |        |
| 2,38 m  | Gennadiy Avdeyenko | Rome      | 6 septembre 1987   |        |
| 2,38 m  | Charles Austin     | Tokyo     | 1er septembre 1991 |        |
| 2,40 m  | Javier Sotomayor   | Stuttgart | 22 août 1993       |        |
| 2,41 m  | Bohdan Bondarenko  | Moscou    | 15 août 2013       |        |

## Femmes

### Historique

#### 1983-1995

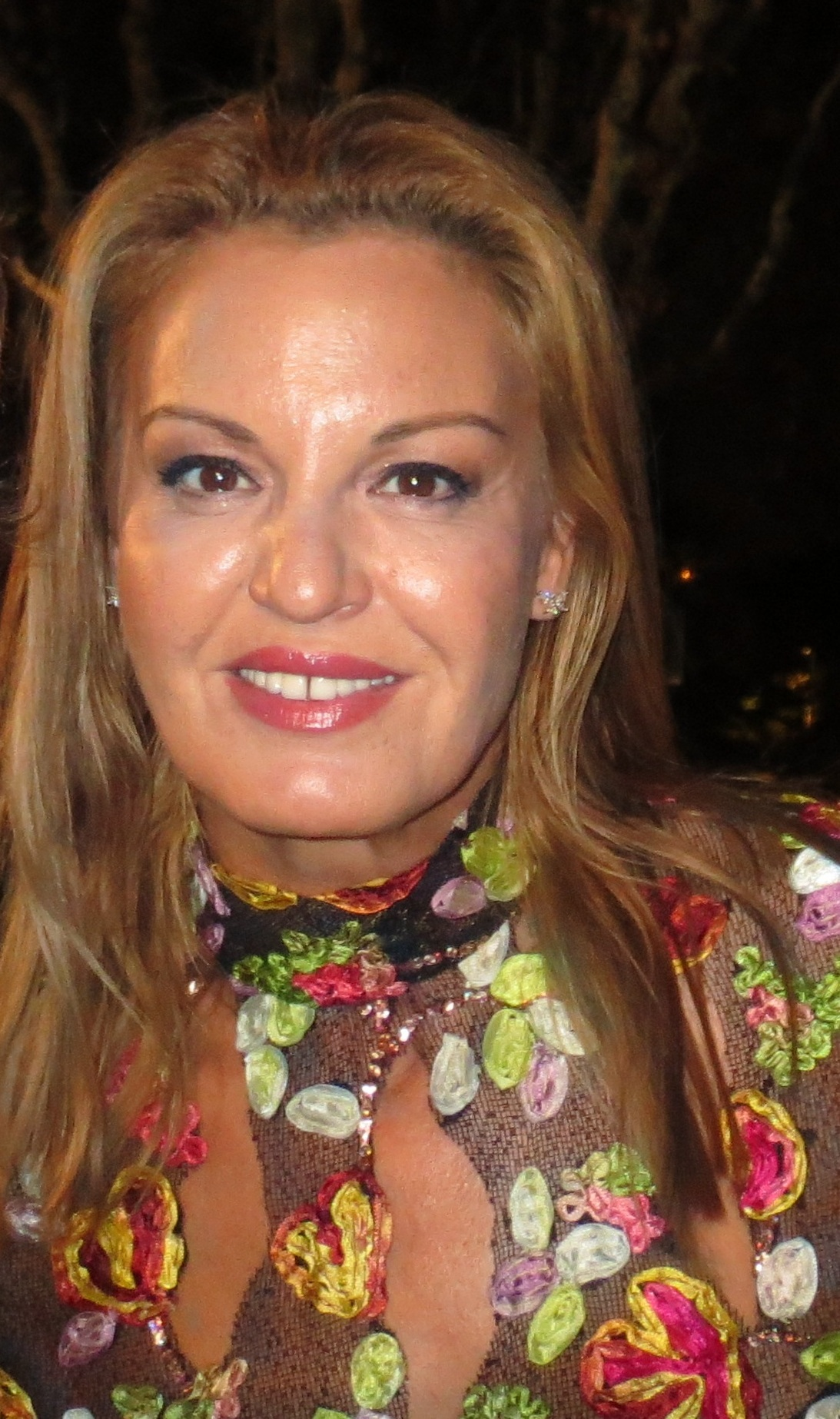
Stefka Kostadinova, championne du monde en 1987 et 1995, et détentrice du record des championnats du monde.

Lors des premiers championnats du monde d'athlétisme, en 1983 à Helsinki, la Soviétique Tamara Bykova remporte la médaille d'or en franchissant 2,01 m dès son premier essai et devance l'Ouest-allemande Ulrike Meyfarth, alors détentrice du record du monde avec 2,02 m, qui se classe deuxième avec 1,99 m. Les deux athlètes ne parviennent pas à franchir la barre de 2,03 m. L'Américaine Louise Ritter complète le podium avec 1,95 m, devançant aux essais sa compatriote Coleen Sommer et l'Est-allemande Kerstin Brandt.
Quatre ans plus tard, lors des championnats du monde 1987 à Rome, la Bulgare Stefka Kostadinova, détentrice du record du monde depuis 1986, devient championne du monde en établissant une nouvelle meilleure marque mondiale avec une barre à 2,09 m qu'elle franchit à son deuxième essai, cette marque constituant aujourd'hui l'actuel record du monde. La Soviétique Tamara Bykova, qui avait pourtant effacé une barre à 2,04 m au premier essai contrairement à Kostadinova qui s'y était reprise à trois fois, échoue à la barre suivante de 2,06 m et s'adjuge la médaille d'argent. L'Est-allemande Susanne Helm-Beyer se classe troisième du concours avec 1,99 m.
Aux mondiaux de Tokyo de 1991, l'Allemande Heike Henkel, championne d'Europe l'année précédente à Split, obtient son premier titre intercontinental en s'imposant avec un saut à 2,05 m qu'elle effectue à son premier essai, établissant à cette occasion un nouveau record national. Elle devance deux athlètes soviétiques : Yelena Yelesina, médaillée d'argent avec 1,98 m et Inha Babakova, médaillée de bronze avec 1,96 m. La tenante du titre Stefka Kostadinova ne termine qu'au 6e rang avec 1,93 m, juste devant Tamara Bykova.
En 1993, lors des championnats de monde de Stuttgart, Heike Henkel, tenante du titre et championne olympique en 1992 à Barcelone, déclare forfait pour la finale après avoir franchi les qualifications. La victoire revient à la Cubaine Ioamnet Quintero qui est la seule à franchir la barre de 1,99 m, et ce à son deuxième essai. Elle devance sa compatriote Silvia Costa, deuxième avec 1,97 m, et l'Autrichienne Sigrid Kirchmann, qui réalise également 1,97 m (nouveau record d'Autriche), mais à sa deuxième tentative.
Lors des championnats de monde de 1995, quelques mois après avoir donné naissance à un fils, et après plusieurs saisons contrariées par des blessures, Stefka Kostadinova devient la première athlète féminine à remporter un deuxième titre mondial au saut en hauteur. La détentrice du record du monde s'impose avec un saut à 2,01 m accompli au deuxième essai et devance la Roumaine Alina Astafei, deuxième avec 1,99 m, et Inha Babakova qui concourt désormais pour l'Ukraine, troisième avec une barre 1,99 m également mais franchie seulement à son deuxième essai .

#### 1997-2005

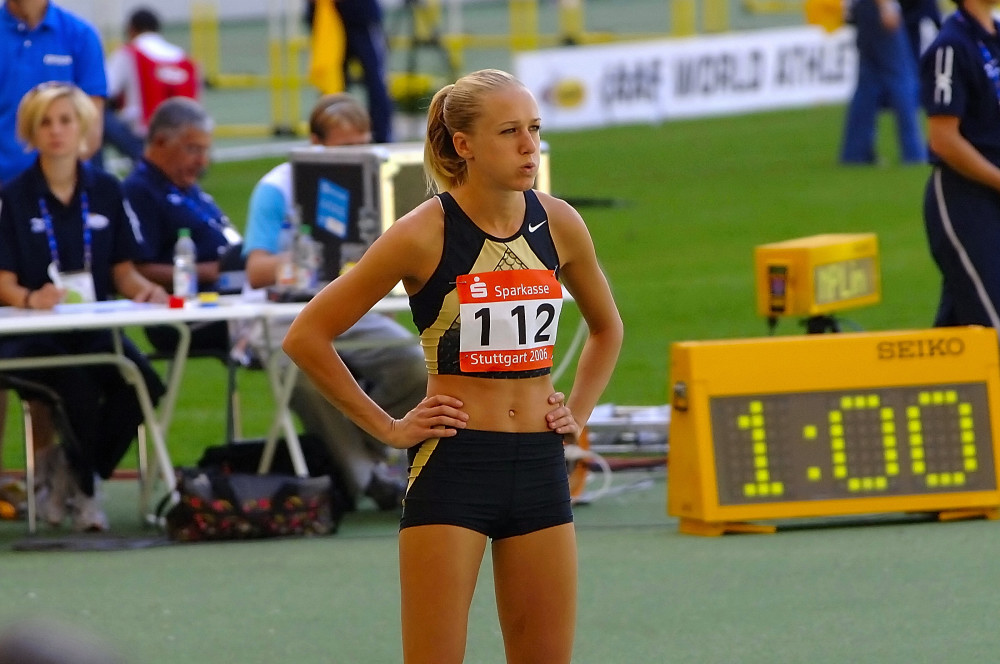
Kajsa Bergqvist, championne du monde en 2005.

Stefka Kostadinova, qui a mis un terme à sa carrière après son titre olympique en 1996 à Atlanta et son titre mondial en salle en mars 1997 à Paris, est la grande absente des championnats de monde de 1997 à Athènes. En finale, trois athlètes franchissent 1,96 m à leur premier essai : la Norvégienne Hanne Haugland, Inha Babakova et la Russe Olga Kaliturina, mais aucune d'entre elles ne parvient à effacer la hauteur suivante à 1,99 m. Un barrage est donc disputé à 1,99 m, barre que seule Hanne Haugland parvient à franchir pour décrocher son premier titre majeur. Inga Babakova et Olga Kaliturina se partagent la médaille d'argent.
Après deux médailles de bronze et une médaille d'argent, Inha Babakova obtient enfin le titre mondial en s'imposant lors des championnats du monde 1999, à Séville. Elle franchit toutes ses barres à son premier essai (1,85 m, 1,90 m, 1,93 m, 1,96 m et enfin 1,99 m) et devance les Russes Yelena Yelesina (1,99 m à son deuxième essai) et Svetlana Lapina (1,99 m à son troisième essai, record personnel).
Deux ans plus tard aux mondiaux d'Edmonton en 2001, la Sud-africaine Hestrie Cloete, vice-championne olympique l'année précédente derrière Yelena Yelesina, remporte le concours en réalisant sa meilleure marque de la saison avec 2,00 m, barre qu'elle efface à sa deuxième tentative. Inha Babakova, qui franchit également cette barre à son deuxième essai, se classe deuxième de la finale au titre d'un saut à 1,97 m franchi au deuxième essai, décrochant à cette occasion sa cinquième médaille aux championnats du monde (une en or, deux en argent et deux en bronze). La Suédoise Kajsa Bergqvist, championne du monde en salle en début de saison 2001, s'adjuge la médaille de bronze avec 1,97 m.
Lors des championnats du monde de 2003 au Stade de France de Saint-Denis, Hestrie Cloete conserve son titre — et devient la deuxième athlète féminine après Stefka Kostadinova a remporter deux médailles d'or au saut en hauteur lors des championnats du monde — en réalisant la meilleure performance mondiale de l'année avec 2,06 m, franchissant les huit premières barres du concours au premier essai. La Russe Marina Kuptsova est médaillée d'argent avec 2,00 m (franchi au premier essai) et devance Kajsa Bergqvist, championne d'Europe en titre, qui se classe troisième avec 2,00 m (franchi au deuxième essai).
Yelena Slesarenko, championne olympique en 2004 à Athènes, déclare forfait pour les championnats du monde de 2005, à Helsinki. La victoire revient à Kajsa Bergqvist qui franchit une barre à 2,02 m à son deuxième essai (meilleure performance mondiale de l'année), après avoir connu un échec lors de la barre précédente à 2,00 m. L'Américaine Chaunté Lowe est médaillée d'argent avec 2,00 m (record personnel) alors que la Suédoise Emma Green s'adjuge la médaille de bronze avec 1,96 m (record personnel).

#### 2007-2015

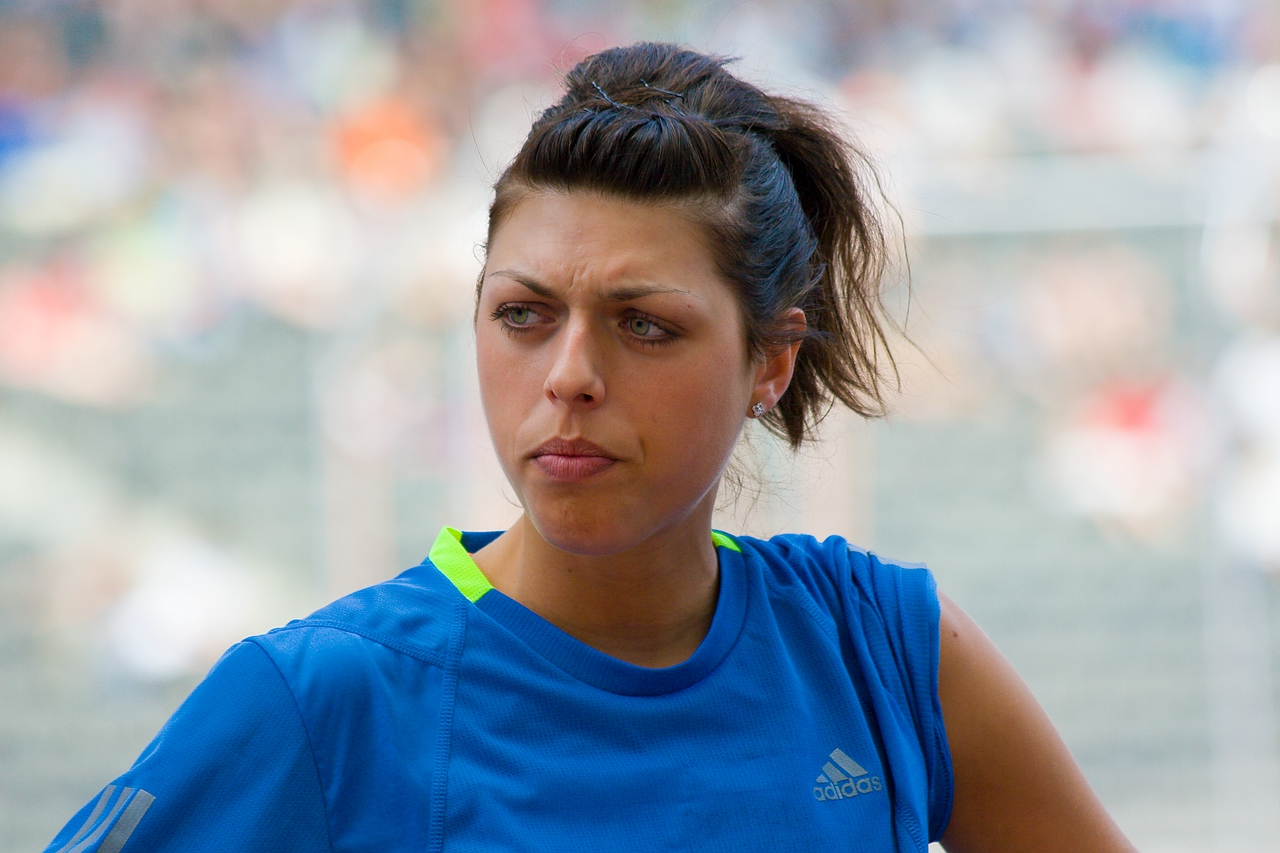
Blanka Vlašić, championne du monde en 2007 et 2009, et médaillée d'argent en 2011 et 2015.

La Croate Blanka Vlašić remporte les championnats du monde 2007 à Osaka, en effaçant une barre à 2,05 m à son troisième et dernier essai. Elle devance deux athlètes ex æquo pour la médaille d'argent avec 2,03 m : l'Italienne Antonietta Di Martino qui égale son propre record national et la Russe Anna Chicherova qui bat son record personnel. Yelena Slesarenko termine au pied du podium avec 2,00 m.
À Berlin en 2009, Blanka Vlašić devient la troisième athlète à remporter un deuxième titre de champion du monde après Stefka Kostadinova et Hestrie Cloete. Elle s'impose avec un saut à 2,04 m effectué à son deuxième essai, après avoir également essuyé un échec à la barre précédente de 2,02 m. Elle devance Anna Chicherova, deuxième avec 2,02 m et l'Allemande Ariane Friedrich, troisième avec 2,02 m également, mais franchi à son troisième essai. La Belge Tia Hellebaut, championne olympique en 2008, ne participe pas à ces championnats pour cause de maternité. En 2016, Anna Chicherova est convaincu de dopage après une nouvelle analyse d'échantillons prélevés pendant les Jeux olympiques de 2008. Ses médailles aux Jeux olympiques de Pékin et aux championnats du monde de Berlin lui sont retirées. En conséquence, la médaille d'argent revient à Ariane Friedrich, et la médaille de bronze à Antonietta Di Martino.
La finale du saut en hauteur des championnats du monde 2011 est remporté par Anna Chicherova qui franchit toutes les barres au premier essai (1,89 m,1,93 m, 1,97 m, 2,00 m et enfin 2,03 m). Blanka Vlašić, qui avait initialement déclaré forfait pour ces Jeux avant de revenir sur sa décision, réalise également 2,03 m, mais à son deuxième essai, et s'adjuge la médaille d'argent. Antonietta Di Martino complète le podium avec 2,00 m.
La Russe Svetlana Shkolina remporte les championnats du monde 2013, chez elle à Moscou, en étant la seule à franchir 2,03 m, et ce dès son premier essai. L'Américaine Brigetta Barrett se classe deuxième du concours avec 2,00 m, devant deux athlètes ex æquo pour la troisième place avec 1,97 m : Anna Chicherova, championne olympique l'année précédente à Pékin, et l'Espagnole Ruth Beitia. Mais, le 2 février 2019, le Tribunal arbitral du sport reconnaît Svetlana Shkolina coupable de dopage et la suspend pour une durée de 4 ans à compter du 1er février 2019. Tous ses résultats obtenus entre le 16 juillet 2012 et le 28 juillet 2015 sont annulés, dont sa médaille de bronze aux Jeux olympiques de Londres et son titre de championne du monde 2013. Le titre vacant revient donc à Brigetta Barrett, la médaille d'argent à Anna Chicherova et Ruth Beitia.
Deux ans plus tard, lors des championnats du monde 2015 à Pékin, la Russe Mariya Kuchina, remporte son premier titre mondial en plein air à l'âge de 22 ans, en effaçant une barre à 2,01 m (son record personnel). Blanka Vlašić qui réalise également 2,01 m au premier essai, mais qui connait un échec à 1,92 m, se classe deuxième de la finale, obtenant sa quatrième médaille en championnat du monde en plein air après l'or en 2007 et 2009 et l'argent en 2011. Anna Chicherova, qui franchit également 2,01 m mais à son deuxième essai, prend la troisième place, obtenant également sa quatrième médaille aux mondiaux en plein air. Au pied du podium, la Polonaise Kamila Lićwinko établit un nouveau record de Pologne avec 1,99 m.

#### Depuis 2017

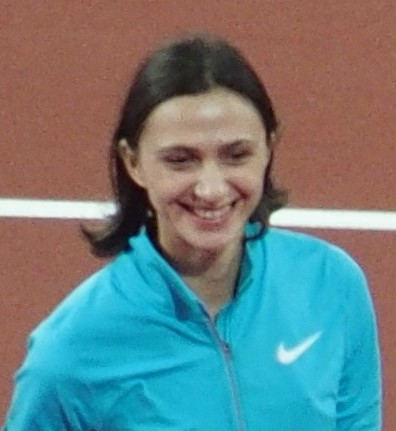
Mariya Lasitskene, triple championne du monde du saut en hauteur en 2015, 2017 et 2019.

Mariya Kuchina, désormais mariée Lasitskene, conserve son titre à l'occasion des  championnats du monde 2017 à Londres et devient la quatrième athlète après Stefka Kostadinova, Hestrie Cloete et Blanka Vlašić à décrocher un second titre mondial en plein air. Meilleure performeuse mondiale de l'année avec 2,06 m, elle remporte la finale en étant la seule à franchir 2,03 m, à son premier essai. Elle devance sur le podium l'Ukrainienne Yuliya Levchenko, championne d'Europe espoir quelques semaines plus tôt, qui remporte la médaille d'argent avec 2,01 m, son record personnel, et la Polonaise Kamila Lićwinko, qui monte sur la troisième marche du podium en égalant le record de Pologne de 1,99 m. À la 5e place, figure l'heptathlonienne britannique Katarina Johnson-Thompson qui franchit 1,95 m.
Aux championnats du monde de 2019 à Doha, Mariya Lasitskene devient la seule sauteuse en hauteur (hommes et femmes confondus) à remporter un troisième titre mondial en plein air en réalisant un saut à 2,04 m à son premier essai. L'Ukrainienne de 18 ans Yaroslava Mahuchikh, championne du monde cadette en 2017 et championne d'Europe junior en 2019, passe également cette barre à 2,04 m mais à son troisième essai, cette performance constituant alors un nouveau record du monde junior de la discipline. L'Américaine Vashti Cunningham remporte la médaille de bronze en améliorant son record personnel avec 2,00 m, même performance que Yuliya Levchenko qui termine au pied du podium. Lors de ce concours, Mariya Lasitskene franchit toutes ses barres à son premier essai. Seule en course, elle tente par trois fois 2,08 m mais sans succès.
L'Australienne Eleanor Patterson remporte le titre des championnats du monde 2022, à Eugene, en établissant un nouveau record d'Océanie avec 2,02 m, barre franchie à son premier essai. Yaroslava Mahuchikh, qui passe cette hauteur mais à son deuxième essai, est médaillée d'argent, alors que l'Italienne Elena Vallortigara est troisième avec 2,00 m. Mariya Lasitskene, triple tenante du titre et championne olympique en 2021, est absente de ces championnats pour cause de suspension de l'équipe russe après l'Invasion de l'Ukraine par la Russie en 2022
Aux mondiaux de Budapest en 2023, Yaroslava Mahuchikh est la seule à passer en finale 2,01 m, tandis que ses deux rivales australiennes, Eleanor Patterson et Nicola Olyslagers, ne peuvent pas aller plus haut que 1,99 m. L'Ukrainienne est ainsi sacrée championne du monde en plein air pour la première fois de sa carrière, après avoir échoué deux fois à la deuxième place.

### Palmarès
| Édition | Or                         | Argent                       | Bronze                       |
| ------- | -------------------------- | ---------------------------- | ---------------------------- |
| 1983    | Tamara Bykova 2,01 m       | Ulrike Meyfarth 1,99 m       | Louise Ritter 1,95 m         |
| 1987    | Stefka Kostadinova 2,09 m  | Tamara Bykova 2,04 m         | Susanne Helm-Beyer 1,99 m    |
| 1991    | Heike Henkel 2,05 m        | Yelena Yelesina 1,98 m       | Inha Babakova 1,96 m         |
| 1993    | Ioamnet Quintero 1,99 m    | Silvia Costa 1,97 m          | Sigrid Kirchmann 1,97 m      |
| 1995    | Stefka Kostadinova 2,01 m  | Alina Astafei 1,99 m         | Inha Babakova 1,99 m         |
| 1997    | Hanne Haugland 1,99 m      | Olga Kaliturina 1,96 m       | –                            |
| 1997    | Hanne Haugland 1,99 m      | Inha Babakova 1,96 m         | –                            |
| 1999    | Inha Babakova 1,99 m       | Yelena Yelesina 1,99 m       | Svetlana Lapina 1,99 m       |
| 2001    | Hestrie Cloete 2,00 m      | Inha Babakova 2,00 m         | Kajsa Bergqvist 1,97 m       |
| 2003    | Hestrie Cloete 2,06 m      | Marina Kuptsova 2,00 m       | Kajsa Bergqvist 2,00 m       |
| 2005    | Kajsa Bergqvist 2,02 m     | Chaunté Howard 2,00 m        | Emma Green 1,96 m            |
| 2007    | Blanka Vlašić 2,05 m       | Anna Chicherova 2,03 m       | –                            |
| 2007    | Blanka Vlašić 2,05 m       | Antonietta Di Martino 2,03 m | –                            |
| 2009    | Blanka Vlašić 2,04 m       | Ariane Friedrich 2,02 m      | Antonietta Di Martino 1,99 m |
| 2011    | Anna Chicherova 2,03 m     | Blanka Vlašić 2,03 m         | Antonietta Di Martino 2,00 m |
| 2013    | Brigetta Barrett 2,00 m    | Ruth Beitia 1,97 m           | –                            |
| 2013    | Brigetta Barrett 2,00 m    | Anna Chicherova 1,97 m       | –                            |
| 2015    | Mariya Lasitskene 2,01 m   | Blanka Vlašić 2,01 m         | Anna Chicherova 2,01 m       |
| 2017    | Mariya Lasitskene 2,03 m   | Yuliya Levchenko 2,01 m      | Kamila Lićwinko 1,99 m       |
| 2019    | Mariya Lasitskene 2,04 m   | Yaroslava Mahuchikh 2,04 m   | Vashti Cunningham 2,00 m     |
| 2022    | Eleanor Patterson 2,02 m   | Yaroslava Mahuchikh 2,02 m   | Elena Vallortigara 2,00 m    |
| 2023    | Yaroslava Mahuchikh 2,01 m | Eleanor Patterson 1,99 m     | Nicola Olyslagers 1,99 m     |

### Multiples médaillées
| Rang | Athlète               | Pays                                | Période   | Or | Argent | Bronze | Total |
| ---- | --------------------- | ----------------------------------- | --------- | -- | ------ | ------ | ----- |
| 1    | Mariya Lasitskene     | Russie / Athlètes neutres autorisés | 2015-2019 | 3  | 0      | 0      | 3     |
| 2    | Blanka Vlašić         | Croatie                             | 2007–2015 | 2  | 2      | 0      | 4     |
| 3=   | Stefka Kostadinova    | Bulgarie                            | 1987–1995 | 2  | 0      | 0      | 2     |
| 3=   | Hestrie Cloete        | Afrique du Sud                      | 2001–2003 | 2  | 0      | 0      | 2     |
| 5    | Inha Babakova         | Ukraine                             | 1991–2001 | 1  | 2      | 2      | 5     |
| 6    | Anna Chicherova       | Russie                              | 2007–2015 | 1  | 2      | 1      | 4     |
| 7    | Yaroslava Mahuchikh   | Ukraine                             | 2019–2023 | 1  | 2      | 0      | 3     |
| 8=   | Tamara Bykova         | Union soviétique                    | 1983–1987 | 1  | 1      | 0      | 2     |
| 8=   | Eleanor Patterson     | Australie                           | 2022–2023 | 1  | 1      | 0      | 2     |
| 10   | Kajsa Bergqvist       | Suède                               | 2001–2005 | 1  | 0      | 2      | 3     |
| 11   | Yelena Yelesina       | Russie                              | 1991–1999 | 0  | 2      | 0      | 2     |
| 12   | Antonietta Di Martino | Italie                              | 2007–2011 | 0  | 1      | 2      | 3     |

### Records des championnats
| Hauteur | Athlète            | Lieu     | Date         | Record |
| ------- | ------------------ | -------- | ------------ | ------ |
| 1,92 m  | Tamara Bykova      | Helsinki | 9 août 1983  |        |
| 1,92 m  | Ulrike Meyfarth    | Helsinki | 9 août 1983  |        |
| 1,92 m  | Coleen Sommer      | Helsinki | 9 août 1983  |        |
| 1,92 m  | Kerstin Brandt     | Helsinki | 9 août 1983  |        |
| 1,92 m  | Louise Ritter      | Helsinki | 9 août 1983  |        |
| 1,95 m  | Tamara Bykova      | Helsinki | 9 août 1983  |        |
| 1,95 m  | Ulrike Meyfarth    | Helsinki | 9 août 1983  |        |
| 1,95 m  | Louise Ritter      | Helsinki | 9 août 1983  |        |
| 1,95 m  | Coleen Sommer      | Helsinki | 9 août 1983  |        |
| 1,97 m  | Tamara Bykova      | Helsinki | 9 août 1983  |        |
| 1,97 m  | Ulrike Meyfarth    | Helsinki | 9 août 1983  |        |
| 1,99 m  | Tamara Bykova      | Helsinki | 9 août 1983  |        |
| 1,99 m  | Ulrike Meyfarth    | Helsinki | 9 août 1983  |        |
| 2,01 m  | Tamara Bykova      | Helsinki | 9 août 1983  |        |
| 2,02 m  | Tamara Bykova      | Rome     | 30 août 1987 |        |
| 2,02 m  | Stefka Kostadinova | Rome     | 30 août 1987 |        |
| 2,04 m  | Tamara Bykova      | Rome     | 30 août 1987 |        |
| 2,04 m  | Stefka Kostadinova | Rome     | 30 août 1987 |        |
| 2,06 m  | Stefka Kostadinova | Rome     | 30 août 1987 |        |
| 2,09 m  | Stefka Kostadinova | Rome     | 30 août 1987 | WR     |